# Якунин, Вячеслав Иванович
Вячесла́в Ива́нович Яку́нин (29 марта 1938, Москва — 28 ноября 2017, Московская область) — советский и российский учёный, доктор технических наук, профессор, заслуженный деятель науки и техники Российской Федерации (1994), заслуженный работник высшей школы Российской Федерации, почётный работник высшего профессионального образования Российской Федерации, действительный член Российской академии естественных наук, Международной академии информатизации, Академии проблем качества, Международной академии наук и искусств. Почетный авиастроитель.

## Биография
Родился в Москве, в районе Шелепиха. Родители Вячеслава Ивановича были однофамильцами и тезками по отчеству. Их не хотели расписывать в ЗАГСе, считая что они являются братом с сестрой.
В 1938 г. заболел гриппом, приехавшие врачи были уверены, что смысла везти в больницу ребёнка нет и выписали ему справку о смерти. В 1942 г., спускаясь с горы на санках врезался в противотанковое металлическое заграждение «ёж», получил серьёзную травму головы, на всю жизнь обрел глубокий шрам на голове. Во время войны в дом, где проживала семья Якуниных, зашёл немецкий солдат и держал маленького Вячеслава на руках.
После окончания школы, а затем Московского авиационного самолётостроительного техникума, работал с 1957 г. по 1974 г. в ОКБ имени С. В. Ильюшина конструктором, ведущим конструктором, начальником комплексной лаборатории программного управления. Плодотворно участвовал в создании самолётов Ил-18, Ил-38, Ил-62, Ил-76, Ил-86. Является «Почетным авиастроителем».
В 1964 г. Якунин Вячеслав Иванович окончил Московский авиационно-технологический институт. Впоследствии окончил факультеты повышения квалификации в: МАИ, МАТИ, НИАТ, МИРЭА и др., где интенсивно изучал вычислительную математику, математическую статистику, программирование, ЭМВ и другие компьютерные дисциплины.
В 1971 г. поступил в заочную аспирантуру Московского авиационного института (МАИ) на кафедру «Прикладная геометрия» — научным руководителем был Заслуженный деятель науки и техники Российской Федерации, доктор технических наук, профессор Котов Иван Иванович.
В 1973 г. Вячеслав Иванович Якунин досрочно защитил кандидатскую диссертацию и был приглашен на должность доцента кафедры «Прикладная геометрия» МАИ.
Более 30 лет (с 1976 г. по 2007 г.) Вячеслав Иванович Якунин заведовал кафедрой «Прикладная геометрия» Московского авиационного института (МАИ). В 1982 г. защитил докторскую диссертацию по специальности 05.07.02 — «Проектирование и конструкция летательных аппаратов».
В 1983 г. присвоено ученое звание профессора.
В 1995 г. был избран академиком Международной Академии Информатизации (МАИ), затем академиком РАЕН, Международной Академии Наук и Искусств (МАНИ), Академии Проблем Качества (АПК).
В 1994 г. Вячеславу Ивановичу было присвоено звание «Заслуженный деятель науки и техники РФ».
В 2003 г. присвоено звание «Заслуженный работник Высшей школы Российской Федерации».
С 2008 г. Вячеслав Иванович работает в МГТУ им. Н.Э. Баумана профессором кафедры «Инженерная графика».

### Семья
Отец — Якунин Иван Андреевич (1911 г.р. — июнь 1968 г.), Мать — Якунина Пелагея Андреевна (1912 г.р. — 19.01.1981 г.)
Брат — Якунин Сергей Иванович (1945 г.р. — 22.07.1996 г.)
Женат. Имеет 2 дочерей (1981 г.р. и 1989 г.р.), внучку (2007 г.р.)

## Научная деятельность
Область основных научных интересов
- в области техники и технологий — геометрическое моделирование и оптимизация, применительно к задачам проектирования, конструирования и технологии изготовления технических обводов и поверхностей летательных аппаратов и других сложных технических объектов, а также геометрические проблемы САПР;
- в области педагогики — создание научно-методических основ преподавания геометро-графических дисциплин на базе новых информационных технологий. Реализация полученных научно-методических результатов в написании учебников, в обучении студентов и преподавателей, а также подготовке аспирантов и докторантов.

Вячеслав Иванович Якунин основатель научной школы: Геометрическое моделирование объектов и процессов применительно к задачам проектирования, конструирования и технологии изготовления современных технических объектов для различных отраслей промышленности.
Вячеслав Иванович Якунин был членом докторского специализированного совета в Московском педагогическом государственном университете. Под личным руководством профессора Якунина защищено 56 кандидатских и 20 докторских диссертаций. Его аспиранты и докторанты работают в России, Грузии, Казахстане, США, Германии и других странах.
Якунин В. И. деятельно работал в области методики высшего профессионального обучения России. Являлся редактором и соавтором Типовых программ дисциплин: «Начертательная геометрия», «Инженерная графика», «Компьютерная графика», «Геометрическое моделирование» для инженерных специальностей высших учебных заведений России. В течение 30 лет являлся председателем Научно-методического совета (НМС) по «Начертательной геометрии, инженерной и компьютерной графике». Как председатель НМС, Вячеслав Иванович организовал и возглавлял совещания заведующих кафедрами инженерно-графических дисциплин вузов России в рамках Всероссийских и Международных конференций.
Вячеслав Иванович Якунин автор более 300 печатных научных и методических трудов. Среди работ — более 30 учебников, учебных пособий, монографий, многие из них имеют Гриф Минобрнауки России.
Является редактором и соавтором Типовых программ дисциплин: «Начертательная геометрия», «Инженерная графика», «Компьютерная графика», «Геометрическое моделирование» для инженерных специальностей высших учебных заведений России.
Являлся председателем Экспертного Координационного совета по общеинженерным дисциплинам Министерства общего и профессионального образования России. Являлся членом межведомственного экспертного совета по государственным образовательным стандартам (ГОС ВПО). Являлся председателем Головного совета по научному направлению «Геометрическое моделирование, инженерная и компьютерная графика».
В 1997 г. и в 1999 г. решением Правления Международной Соросовской программы образования в области точных наук (ISSEP) Якунину Вячеславу Ивановичу присвоено звание «Соросовский профессор».
С 2001 г. по 2005 г. Был лауреатом конкурса «Грант Москвы» в области наук и технологий в сфере образования.

## Подготовка научных кадров
Под личным руководством профессора Якунина защищено 56 кандидатских и 20 докторских диссертаций
1. Осипова Л. И., к.т. н., 1977, Графоаналитические методы автоматизированного проектирования, расчета и воспроизведения циклических поверхностей
2. Зубков В. А., к.т. н., 1977, Метод геометрического конструирования аэродинамических поверхностей типа «Крыло-оперение» и автоматизация их воспроизведения на оборудовании ЧПУ
3. Поликарпов Ю. В., к.т. н., 1981
4. Кондрус В. В., к.т. н., 1981
5. Якупов И. М., к.т. н., 1983
6. Размадзе О. Г., к.т. н., 1983
7. Овласюк Д. И., к.т. н., 1983
8. Сироткин С. Н., к.т. н., 1983
9. Литвинов И. А., к.т. н., 1985
10. Черкасский Л. Е., к.т. н., 1986
11. Ижикеев В. И., к.т. н., 1986
12. Поспелов И. Ю., к.т. н., 1989
13. Найханова Л. В., к.т. н., 1989
14. Денискин Ю. И., к.т. н., 1989
15. Радзивилович В. В., к.т. н., 1990
16. Есмуханов Е. Ж., к.т. н., 1990
17. Белякова Н. Н., к.т. н., 1990
18. Попхадзе Э. Я., к.т. н., 1992
19. Аюшеев Т. В., к.т. н., 1992
20. Матиенко Л. В., к.т. н., 1993
21. Турлапов В. Е., к.т. н., 1994
22. Синицина О. В., к.т. н., 1995
23. Красильникова Г. А., к.т. н., 1995
24. Дубанов А. А., к.т. н., 1997
25. Чекалин А. А., к.т. н., 1998
26. Афонин И. М., к.т. н., 1998
27. Денискина А. Р., к.т. н., 1999
28. Иванов А. Г., к.т. н., 2000, Геометрическое моделирование распределений эмпирических статистических совокупностей в задачах обработки наблюдений
29. Кузьменко Д. В., к.т. н., 2000, Геометрическое моделирование задач восстановления цифровых полутоновых изображений
30. Шангина Е. И., к.т. н., 2000, Геометрическое конструирование многообразий применительно к процессам обогащения полезных ископаемых
31. Евченко К. Г., к.т. н., 2000, Формирование геометрического облика сверхзвукового маневренного самолёта вертикального взлета и посадки
32. Поснелова Н. В., к.т. н., 2002, Технологические и математические аспекты информационной системы по курсу «Начертательная геометрия»
33. Югрина Е. И., к.т. н., 2004, Конструирование непрерывных поверхностей по частично неопределенным исходным данным для решения прикладных задач наземной навигации
34. Иванов А. В., к.т. н., 2004, Теоретико-конструктивные вопросы построения геометрической модели лопасти смесителя порошковых материалов
35. Семагина Ю. В., к.т. н., 2005, Формирование геометрических моделей процесса термической обработки спеченных изделий с применением индукционного нагрева
36. Гвирц М. А., к.т. н., 2005, Разработка геометрических моделей формирования поверхностей по результатам анализа и обработки измерения деталей сложной формы
37. Дегтярев М. Ю., к.т. н., 2006, Алгоритмы моделирования поверхностей с применением методов ориентации твердого тела

1. Андреева Л. В., к.п.н., 1998, Дидактические основы развивающего обучения в техническом вузе (на примере учебной дисциплины «Начертательная геометрия»)
2. Кордонская И. Б.,к.п.н., 1998, Двухуровневое обучение графическим дисциплинам
3. Иващенко Г. А., к.п.н., 1994, Формирование оптимальной методики интенсивного изучения графических дисциплин в технических ВУЗах
4. Григоревская Л. П., к.п.н., 1996, Исследование процесса формирования специалиста на примере изучения начертательной геометрии и черчения
5. Анякина О. В., к.п.н., 2000, Дидактические особенности контроля учебной успеваемости в период адаптации студентов к учебному процессу при изучении графических дисциплин
6. Горшков Г. Ф., к.п.н., 2000, Разработка дидактических системных основ обучения графо-геометрическим дисциплинам в ВУЗе в условиях внедрения новых информационных технологий.
7. Мальцева Г. А., к.п.н., 2002, Тестовые задания по инженерной графике как средство повышения учебно-познавательной активности студентов.
8. Кузнецова О. Н., к.п.н., 2004, Методика и алгоритмы процесса обучения построению изображения
9. Григоревский Л. Б., к.п.н., 2005, Разработка тематических классификаторов для повышения качества изучения студентами начертательной геометрии и инженерной графики
10. Дерягина О. В., к.п.н., 2005, Модульная система как средство активизации обучения начертательной геометрии студентов технических вузов
11. Полежаева М. В., к.п.н., 2006, Разработка методики контроля знаний студентов по начертательной геометрии на основе тестовых технологий
12. Фрейберг С. А., к.п.н., 2006, Развитие познавательных способностей и самостоятельности студентов при изучении инженерной графики на основе внедрения компьютерных технологий
13. Омшанов А. Б., к.п.н., 2007, Укрупненные дидактические единицы как средство повышения учебно-познавательной активности студентов при обучении инженерной графике
14. Егорова М. А., к.п.н., 2009, Методические особенности интеграции геометро-графических и профессиональных знаний студентов технических направлений
15. Полкова А. В., к.п.н., 2011, Формирование методической модели современного геометро-графического образования студентов технического ВУЗа
16. Мещерякова Е. В., к.п.н., 2012, Построение методики индивидуально-дифференцированного обучения гелметро-графическим дисциплинам в высшей школе
17. Камчаткина В. М., к.п.н., 2012, Формирование компетенции бакалавров-строителей в ходе профессионально-мотивирующего обучения на примере изучения инженерной графики.
18. Филатова О. И., к.п.н., 2017, Системы автоматизированного проектирования в обучении инженерной графике студентов технических вузов

1. Нурмаханов Б. Н., д.т. н., 1993, Теоретические и прикладные основы проектирования кривых, поверхностей и гиперповерхностей методом моноидальных преобразований
2. Акимова И. Н., д.п.н., 1993, Методологические основы алгоритмизированного обучения графическим дисциплинам
3. Калинин В. А., д.т. н., 1993, Теоретические основы геометрического моделирования процессов намотки и выкладки конструкций из волокнистых композиционных материалов
4. Найханов В. В., д.т. н., 1997, Методы и алгоритмы геометрического моделирования процессов очувствления и навигации роботов на базе систем технического зрения
5. Есмуханова Ж. Ж., д.п.н., 1999, Дидактические основы оптимизации обучения начертательной геометрии (на примере ВТУЗов Казахстана)
6. Денискин Ю. И., д.т. н., 2000, Обобщенные методы геометрического моделирования объектов и управления их формой при параметрическом представлении
7. Найниш Л. В., д.п.н., 2000, Дидактические основы и пути оптимизации методики обучения начертательной геометрии
8. Нилова В. И., д.п.н., 2001, Научно-методические основы формирования конструкторских умений студентов технических ВУЗов средствами инженерной графики
9. Нартова Л. Г., д.п.н., 2001, Интегративные принципы построения системы преподавания геометрических дисциплин во ВТУЗе
10. Турлапов В. Е., д.т. н., 2002, Геометрические основы систем моделирования кинематики пространственных рычажных механизмов
11. Кордонская И. Б., д.п.н., 2004, Теоретико-методологические основы базисного изучения графических дисциплин
12. Притыкин Ф. Н., д.т. н., 2004, Геометрическое исследование и синтез малых движений мобильных и стационарных роботов в сложноорганизованных средах
13. Чемоданова Т. В., д.п.н., 2005, Система информационно-технологического обеспечения графической подготовки студентов технического вуза
14. Григоревская Л. П., д.п.н., 2007, Формирование профессиональных качеств специалиста при изучении инженерной графики
15. Рывлина А. А., д.п.н., 2009, Система обучения ВТУЗов оперированию электрическими схемами
16. Иващенко Г. А., д.п.н., 2009, Формирование основ гуманизации геометро-графической подготовки инженеров для строительных специальностей
17. Полежаев В. Д., д.п.н., 2009, Формирование контингента студентов технического ВУЗа: проблемы и подходы к их решению геометрическими методами квалиметрии
18. Шангина Е. И., д.п.н., 2010,Методологические основы формирования структуры и содержания геометро-графического образования в техническом ВУЗе в условиях интеграции с общеинженерными и специальными дисциплинами
19. Гузненков В. Н., д.п.н., 2015, Основы формирования современного геометро-графического образования в техническом университете (на базе системной интеграции с общеинженерными дисциплинами)

## Основные работы
Книги
- Методологические вопросы геометрического проектирования и конструирования сложных поверхностей. Учебное пособие. Издательство МАИ, Москва, 1990 г., 75 с.
- Курс начертательной геометрии с алгоритмами для ЭВМ. Учебник с Грифом Госкомитета РФ по высшему образованию, М.: изд-во МАИ, 1994 г., 253 с. Соавторы: Нартова Л. Г., Тевлин А.М, Полозов B.C.
- Современный курс начертательной геометрии. Учебник. Изд-во МАИ, 1997 г., 254 с. Соавторы: Нартова Л. Г., Тевлин А.М, Полозов B.C.
- Начертательная геометрия Москва, изд-во «Дрофа», 2003 г. Имеется Гриф Минобразования России., 14,8 п.л. Соавторы: Нартова Л. Г.
- Начертательная геометрия Москва, изд-во «Академия», 2004 г., имеется Гриф НМС., 18,5 п.л. Соавторы: Нартова Л. Г.
- Теоретические основы авиа- и ракетостроения (в конспектах лекций) Москва, изд-во «Дрофа», 2005 г. Имеется Гриф Минобразования и науки РФ., 63,21 п.л. Соавторы: Чумадин А. С., Ершов В. И., Барвинок В. А. и др.
- Сборник задач по начертательной геометрии Москва, изд-во «Дрофа», 2007 г. Имеется Гриф., 10 п.л. Соавторы: Нартова Л. Г.
- Цикл учебников по начертательной геометрии, инженерной и компьютерной графике (6 штук) Курск ГТУ, изд. «Известия», Тип. Скворцова- Степанова, Москва, 2006—2007 имеется гриф Минобрнауки, 125 п.л. Соавторы: Учаев П. Н., Емельянов С. Г. и др.

Статьи
1. Перспективы графических дисциплин в техническом университете / В. Н. Гузненков, В. И. Якунин, В. И. Серёгин, П. А. Журбенко // Передовые достижения современных наук. Новые реалии и научные решения: Сборник статей Международной научно-практической конференции (Санкт-Петербург, 29-30 сентября 2015 г.). — СПб.: Изд-во «КультИнформПресс», 2015. — С. 30-33.
2. Проект решения участников Всероссийского совещания заведующих кафедрами инженерно-графических дисциплин по проблемам графической подготовки студентов технических вузов в условиях современного компетентностного подхода к процессу обучения / В. И. Якунин, В. Н. Гузненков, Г. Ф. Горшков, И. Д. Столбова, О. П. Чередниченко // Всероссийское совещание заведующих кафедрами инженерно-графических дисциплин технических вузов (п. Дивноморское, 26-28 мая 2015) : Материалы и доклады; Дон. гос. техн. ун-т. — Электрон. текстовые дан. — Ростов н/Д: ДГТУ, 2015. — С. 10-12. — Режим доступа: http://ntb.donstu.ru/content/ (недоступная+ссылка) 2015213. — ЭБС ДГТУ.
3. Геометро-графические дисциплины в вузе: сегодня, завтра / В. И. Якунин, В. Н. Гузненков // Всероссийское совещание заведующих кафедрами инженерно-графических дисциплин технических вузов (п. Дивноморское, 26-28 мая 2015) : Материалы и доклады; Дон. гос. техн. ун-т. — Электрон. текстовые дан. — Ростов н/Д: ДГТУ, 2015. — С. 192—198. — Режим доступа: http://ntb.donstu.ru/content/ (недоступная+ссылка) 2015213. — ЭБС ДГТУ.
4. Повышение квалификации преподавателей графических дисциплин / В. И. Якунин, В. Н. Гузненков, П. А. Журбенко, В. И. Серёгин // Всероссийское совещание заведующих кафедрами инженерно-графических дисциплин технических вузов (п. Дивноморское, 26-28 мая 2015) : Материалы и доклады; Дон. гос. техн. ун-т. — Электрон. текстовые дан. — Ростов н/Д: ДГТУ, 2015. — С. 199—205. — Режим доступа: http://ntb.donstu.ru/content/ (недоступная+ссылка) 2015213. — ЭБС ДГТУ.
5. Геометро-графические дисциплины в высшем профессиональном образовании / В. И. Якунин, В. И. Серёгин, В. Н. Гузненков, П. А. Журбенко // Инженерный вестник. — 2015. — № 05. — С. 1039—1047.
6. Информационная поддержка занятий по инженерной графике / В. И. Якунин, В. Н. Гузненков, П. А. Журбенко // Информационные средства и технологии: Труды XXII Международной научно-технической конференции (Москва,18-20 ноября 2014 г.) в 3 томах. — М.: Издательский дом МЭИ, 2014. — Т. 2. — С. 109—113.
7. Использование пакета Autodesk Inventor в учебном процессе / В. И. Якунин, В. Н. Гузненков, П. А. Журбенко // Совершенствование подготовки учащихся и студентов в области графики, конструирования и дизайна: Межвузовский научно-методический сборник. — Саратов, Изд-во СГТУ. — 2014. — С. 3-6.
8. Геометро-графические дисциплины в техническом университете / В. И. Якунин, В. Н. Гузненков // Теория и практика общественного развития. — 2014. — № 17. — С. 191—195.
9. Содержание дисциплины «Инженерная графика» на базе компьютерных технологий / В. И. Якунин, О. И. Филатова // Теория и практика общественного развития. — 2014. — № 3. — С. 171—174.
10. Геометро-графическая подготовки как интегрирующий фактор образовательного процесса / В. Н. Гузненков, В. И. Якунин // Образование и общество. — 2014. — № 2. — С. 26-28.
11. Проектирование геометро-графической подготовки в техническом университете / В. Н. Гузненков, В. И. Якунин // Образование и общество. — 2013. — № 6. — С. 25-27.
12. Принципы формирования структуры и содержания геометро-графической подготовки / В. Н. Гузненков, В. И. Якунин // Стандарты и мониторинг в образовании. — 2013. — № 6. — С. 34-39.
13. Геометрическое моделирование как междисциплинарный язык / В. И. Якунин, В. Н. Гузненков, П. А. Журбенко // Дискуссия. — 2012. — № 12. — С. 161—166.
14. Геометрическое моделирование как обобщение методов прикладной геометрии и её разделов / В. И. Якунин, В. Н. Гузненков // Интеграл. — 2012. — № 5. — С. 26-27.
15. Реализация профессионально-мотивирующего обучения в цикле графических дисциплин для формирования профессиональных компетенций бакалавров — строителей / В. М. Камчаткина, В. И. Якунин, Г. А. Иващенко, Е. В. Мещерякова // Вестник Иркутского государственного технического университета. — 2012. — № 5. — С. 312—318.
16. Формирование содержания геометро-графического образования в аспекте информационно-когнитивного подхода / Е. И. Шангина, Г. А. Шангин, В. И. Якунин // Информатика и образование. — 2011. — № 11. — С. 74-77.
17. «Инженерная геометрия и графика» в концепции информационных технологий опережающего обучения — программа блочно-модульного содержания в системной модели развивающего обучения / Г. Ф. Горшков, В. И. Якунин // Научно-методические проблемы графической подготовки в техническом вузе на современном этапе : Материалы Международной научно-методической конференции посвященной 80-летию АГТУ (Астрахань, 15-17 сентября 2010 г.). — Астрахань: Изд-во АГТУ, 2010. — С. 48-50.
18. Инновационная стратегия комплексной информатизации геометрической и графической подготовки в высшем техническом профессиональном образовании на современном этапе / В. И. Якунин, Р. М. Сидорук, Л. И. Райкин, О. А. Соснина // Научно-методические проблемы графической подготовки в техническом вузе на современном этапе : Материалы Международной научно-методической конференции посвященной 80-летию АГТУ (Астрахань, 15-17 сентября 2010 г.). — Астрахань: Изд-во АГТУ, 2010. — С. 228—235.
19. Концепция формирования структуры и содержания геометро-графического образования в технических вузах на современном этапе / В. И. Якунин, Е. И. Шангина // Научно-методические проблемы графической подготовки в техническом вузе на современном этапе: Материалы Международной научно-методической конференции посвященной 80-летию АГТУ (Астрахань, 15-17 сентября 2010 г.). — Астрахань: Изд-во АГТУ, 2010. — С. 235—240.
20. Об эффективности оценивания творческих способностей и уровня подготовленности абитуриентов / В. Д. Полежаев, М. В. Полежаева, В. И. Якунин // Омский научный вестник. — 2010. — № 6. — С. 148—151.

## Награды и звания
- Диплом кандидата технических наук.
- Аттестат доцента.
- Диплом Доктора технических наук.
- Аттестат профессора.
- Заслуженный деятель науки и техники РФ. Нагрудный знак и удостоверение к государственной награде.
- Заслуженный работник Высшей школы РФ. Нагрудный знак и удостоверение к государственной награде.
- Почетный работник Высшего профессионального образования.
- Ветеран труда. Медаль и удостоверение. Медаль "Ветеран труда"
- Почетный авиастроитель. Нагрудный знак и удостоверение к государственной награде.
- Академик. Международная Академия информатизации. Удостоверение.
- Академик. Действительный член Российской академии естественных наук. Удостоверение.
- Академик. Академия проблем качества. Удостоверение.
- Член международной академии информатизации.
- Нагрудный знак «Высшая школа СССР».
- Нагрудный знак «Ветеран труда СССР».
- Нагрудный знак «Ветеран труда МАИ».
- Медаль "В память 850-летия Москвы".
- Диплом за значительные успехи в перестройке содержания учебно-воспитательного процесса, его обновления в свете современных достижений и перспектив развития науки, техники и культуры, создание спецкурсов по направлениям, определяющим научно-технический и социальный прогресс СССР. Госообразование СССР.
- Нагрудный знак и удостоверение «За отличные успехи в работе».
- Нагрудный знак и удостоверение «Ударник XI пятилетки».
- Нагрудный знак и удостоверение «Победитель социалистического соревнования 1980».
- Почетная грамота за заслуги в деле подготовки высококвалифицированных специалистов для авиационной промышленности. Приказ Министра авиационной промышленности СССР А. С. Сысцова от 29.04.1988 г.
- Почетная грамота за пропаганду фундаментальных и прикладных наук и содействие внедрению передовой науки и техники в народное хозяйство. Академия наук СССР. 11.12.1989 г.
- Почетная грамота за многолетнюю плодотворную научно-педагогическую деятельность по подготовке высококвалифицированных специалистов и в связи с 50-летием со дня основания института. Министерство высшего и среднего специального образования СССР. 18.04.1980. Подписана В. П. Елютиным.
- Почетная грамота за многолетнюю плодотворную научно-педагогическую деятельность. Почетная Грамота Президиума Верховного Совета РСФСР от 6 июля 1988 г.
- Почетная грамота за активную работу по организации и проведению Всесоюзной конференции «Научно-методические основы использования технических средств обучения, электронных вычислительных машин и систем автоматизированного проектирования в учебном процессе общеинженерных дисциплин». Министерство высшего и среднего специального образования СССР. 30.12.1983 г.